# Harry Potter és a bölcsek köve
A Harry Potter és a bölcsek köve (angolul: Harry Potter and the Philosopher’s Stone, az Amerikai Egyesült Államokban Harry Potter and the Sorcerer’s Stone) angol ifjúsági fantasy regény, a J. K. Rowling által jegyzett Harry Potter-könyvsorozat első része. A könyv a főszereplő Harry Potter első évét mutatja be a Roxfort Boszorkány- és Varázslóképző Szakiskolában, ahol felfedezi saját képességeit, miközben új barátokat és néhány ellenséget is szerez. Újdonsült barátai segítségével az ifjú varázsló megpróbálja megakadályozni szülei gyilkosának, Voldemort nagyúrnak a visszatérését.
Az angol kiadás 1997. június 26-án jelent meg a Bloomsbury gondozásában. 1998-ban az Amerikai Egyesült Államokban Harry Potter and the Sorcerer’s Stone címen adta ki a Scholastic Corporation. Magyar nyelven 1999-ben jelent meg az Animus Kiadónál, Tóth Tamás Boldizsár fordításában (ISBN 963-8386-77-0). A könyv számos díjat nyert az Egyesült Királyságban és az Egyesült Államokban. Amerikai megjelenését követően, 1999 augusztusában első helyezett lett a The New York Times bestseller-listáján, és az első hely közelében maradt az év hátralévő részében, valamint 2000-ben. A művet számos nyelvre is lefordították, és filmadaptáció is készült belőle azonos címen.
A legtöbb kritikai visszhang pozitív volt, kiemelték a könnyed és lényegre törő történetvezetést, illetve a mű humorát. Negatív kritikaként csak az utolsó fejezet elsietettségét fogalmazták meg. Az írónő stílusát Jane Austenéhoz hasonlították, aki Rowling kedvenc írója, illetve a gyermekkönyveiről híres Roald Dahléhoz. Néhányan a viktoriánus és Edward-korabeli bentlakásos iskolák történeteihez hasonlították a regényt, mások szerint a modern világ társadalmi és etikai kérdéseivel foglalkozik.
A Harry Potter és a bölcsek köve, majd később a sorozat többi része számos vallási közösség bírálatát vonta maga után, és több országban betiltották azzal az indokkal, hogy a boszorkányságot népszerűsíti. Ennek ellenére néhány keresztény kommentátor megjegyezte, hogy a könyv számos keresztény erényt mutat fel: többek között az önfeláldozást és annak a tényét, hogy egyes döntéseink milyen mértékben befolyásolják későbbi személyiségünket. A kiadók mind dicséretesnek találták a könyvet, ami népszerűsíti az olvasást világszerte. A Harry Potter és a bölcsek köve népszerűségére való tekintettel több helyen is a tananyag részévé vált kötelező olvasmány formájában.

## Ajánlás
„Jessicának, aki nagyon szereti a meséket; Anne-nek, mert ő is nagyon szerette őket; és Di-nak – ezt a mesét ő hallotta először.”
Az írónő a könyvet három személynek ajánlja: legidősebb lányának, Jessicának, édesanyjának, Anne-nek, aki szklerózis multiplexben halt meg, és húgának, Dianne-nek. 

## Fülszöveg
A Roxfort Boszorkány- és Varázslóképző Szakiskolában töltött első tanév kemény erőpróba a diákok számára. Harry Potternek nem csupán a vizsgákon kell megfelelnie, de egy életre-halálra szóló küzdelemnek is részese lesz. A tizenegy éves varázslójelölt története meghódította az egész világot.

## Cselekmény
|  | Alább a cselekmény részletei következnek! |

A történet elején megismerjük a roppant ellenszenves Vernon Dursleyt, feleségét, Petuniát, és fiukat, Dudleyt, akik elzárkóznak minden hihetetlen vagy furcsa dolog elől.
Egy éjszaka a bölcs, öreg mágus, Albus Dumbledore és kollégája, az időnként macskaalakot öltő Minerva McGalagony professzor találkoznak Dursleyék Privet Drive 4. szám alatt található házánál. Ugyanis Petunia varázserővel megáldott nővérét, Lilyt és férjét, James Pottert meggyilkolta a rettegett feketemágus, Voldemort. Meglepetésére azonban fiukkal, Harry-vel képtelen volt végezni (egy sebhellyel megúszta). A halálos átok visszahullott Voldemortra, aki csak a horcruxok miatt nem halt meg (ld. később). A csecsemőt Rubeus Hagrid, a félóriás mentette ki a ház romjai közül, és hozta el a Privet Drive-ra. Az öreg mágus levélben tájékoztatja Dursleyéket a történtekről, és azt kéri, hogy mivel ők az egyetlen rokonai a fiúnak, viseljék gondját unokaöccsüknek.
Vernon bácsi és Petunia néni, muglik (varázstalan emberek) lévén, rettegnek Harry varázserejétől, ezért eltitkolják előle a múltját. Ráadásul azt gondolják, ha kellően erőszakosan, mostohán bánnak unokaöccsükkel, akkor sikerül kiirtaniuk belőle a mágiát. Harry környezetében azonban időről időre furcsa dolgok történnek. Egy állatkerti látogatás során például beszélgetésbe elegyedik az óriáskígyóval, majd (akaratán kívül) eltünteti a terrárium üvegfalát, ezzel kiszabadítva az állatot.
Harrynek, akinek nincsenek barátai, egy nap levele érkezik a Roxfort Boszorkány- és Varázslóképző Szakiskolából. Vernon bácsi azonban elpusztítja, mielőtt unokaöccse elolvashatná. Mikor újabb és újabb levelek érkeznek a Roxfortból - amit természetesen nem olvashat el Vernon bácsi jóvoltából - nagybátyja beleőrülve a levélzáporba elviszi családját egy kis, barátságtalan szigetre, ahol a "postások" biztosan nem találnak rájuk. Ám csalódnia kell: Hagrid által mégis eljut a címzetthez egy levél. Így a tizenegyedik születésnapján végre kiderül, hogy Harrynek varázsereje van és felvételt nyert a Roxfort Boszorkány- és Varázslóképző Szakiskolába. Hagrid magával viszi Harryt Londonba, hogy az Abszol úton megvegyék a fiú tanszereit. Harry itt szembesül vele, hogy híres: a varázslók ismerik és tisztelik, mint a fiút, akinek köszönhetően megszabadultak Voldemort rémuralmától. Harry eljut a Gringottsba, ahol pénzt vesz fel örökségéből és Hagrid pedig kiürít egy titkos széfet. A leendő varázsló a talár–szabónál találkozik először Draco Malfoyjal; Hagrid megajándékozza egy bagollyal és Ollivandernél beszerzik a varázspálcát is. Mikor a bevásárlást követően Harry visszatér nevelőszüleihez, azok gyakorlatilag rettegnek tőle.
Szeptember elsején Harry a King’s Cross pályaudvaron találkozik a Weasley családdal, akik segítenek neki megtalálni a kilenc és háromnegyedik vágányt, ahonnan a Roxfortba tartó vonat indul. Harry az utazás alatt összebarátkozik a legfiatalabb Weasley fiúval, Ronnal, valamint megismerkedik még jó pár leendő évfolyamtársával, többek között Hermione Grangerrel, Neville Longbottommal és Draco Malfoyjal. A Roxfortban megismeri az igazgatót, Albus Dumbledoret. A Teszlek Süveg Ront és Hermionét a Griffendélbe, Dracót a Mardekárba osztja. Harryt a süveg a Mardekárba akarja küldeni, mivel szerinte ott Harry sokra vihetné, de mivel ő sok rosszat hallott már a házról, tiltakozik, így végül a Griffendélbe kerül.
Harry és barátai különféle varázslatos tantárgyakat (bűbájtan, átváltoztatástan, bájitaltan, mágiatörténet, sötét varázslatok kivédése, gyógynövénytan, repüléstan) tanulnak a Roxfortban. Harry tehetsége az első repülés-órán feltűnik McGalagony professzornak, aki beajánlja őt a Griffendél kviddics-csapatába. Harry ezenkívül megismeri a Roxfort ellenszenves gondnokát, Fricset; egy ízben előle menekülve jutnak el a harmadik emeleti tiltott folyosóra, ahol Bolyhoska, egy háromfejű kutya őriz „valamit”. Miután Harry megkapja Nimbusz 2000-es seprűjét, megkezdődnek a kviddics edzések.
Miuán a fiúk megmentik Hermionét egy, az iskolába beszabadult trolltól; elválaszthatatlan barátokká válnak. A Mardekár elleni kviddics mérkőzésen valaki sötét varázslattal támadja meg a Griffendél fogóját – a tanulók Pitont gyanúsítják. A téli szünetet Harry a Weasley testvérekkel tölti az iskolában; az első igazi karácsonyára ő is kap egy „Weasley–pulcsit”, valamint apja láthatatlanná tevő köpönyegét. A köpenyt használva fedezi fel Harry Edevis tükrét, ami az ember legáhítottabb vágyát mutatja meg.
Hála a csokibékás kártyáknak a barátok megfejtik, mit őriz Bolyhoska a tiltott folyosón. A következő Hugrabug-Griffendél kviddics meccset már Piton professzor vezeti – mindenki szerint azért, hogy nehogy a Griffendél megelőzze a Mardekárt a pontversenyben. A nagyon rövid mérkőzés után Harry kihallgatja Piton és Mógus professzorok furcsa beszélgetését.
Közben egy titokzatos idegentől Hagrid sárkánytojást nyert, aki Bolyhoskáról érdeklődött. A kis sárkány miatt Harry, Hermione, Neville és Draco büntetést kap – a Tiltott Rengetegben kell segíteniük Hagridnak megkeresni egy sebesült egyszarvút. Harry és társai találkoznak az erdőben élő kentaurokkal és Firenzétől megtudja, hogy valaki a Tiltott Rengetegben unikornisokat öl, hogy vérükkel életben tartsa a lelkét.
A tanév végére megfejtik, hogy a kő Voldemortnak kell, hogy visszanyerje az erejét. Miután McGalagony professzor nem hallgat Harryre, a fiú Ronnal és Hermionéval elindul, hogy megfékezze Voldemortot. Sorra le kell győzniük a követ védelmező akadályokat: a háromfejű kutya mellett egy ördöghurok nevű húsevő növény, néhány repülő kulcs, egy sakkjátszma, egy elkábított troll és egy mágikus rejtvény várja őket. Végül Harry szembenéz ellenségével, aki meglepetésére nem Piton, hanem Mógus, tarkóján Voldemort arcával. A bölcsek kövét Mógus csupán Edevis tükrén keresztül tudná megszerezni, de erre képtelen. Mikor a professzor fenyegetésére Harry belenéz a tükörbe, a kő varázslat folytán hozzá kerül (csak az tudta megszerezni a követ, aki meg akarta találni ugyan, de nem volt vele célja – ezt Dumbledore találta ki). Voldemort először hízelgéssel, majd erőszakkal próbálja elvenni tőle a követ, de a fiút megvédi az anyja szeretete és önfeláldozása: amikor Mógus-Voldemort hozzáér Harry bőréhez, Mógus bőre felhólyagozódva megég. Voldemort végül elhagyja Mógust, aki ezután meghal.
Dumbledore és Flamel úgy határoznak, a bölcsek kövét megsemmisítik, nehogy Voldemort újból megpróbálja megszerezni. A Griffendél a házak pontversenyén végül mégis győzelmet arat, mivel Harryék sok pluszpontot kapnak a bölcsek kövének megszerzéséért (Harry - 60 pont, Ron - 50 pont, Hermione - 50 pont, Neville - 10 pont). Harry pedig hazatér Dursleyékhez, akik mit sem tudnak arról, hogy az iskolán kívül tilos varázsolni.

### Eltérések a film és a regény között
A film szerint Dumbledore professzor küldte el Hagrid sárkányát, Norbertet Romániába, azzal az indokkal, hogy ott jobb helye lesz neki. A regényben a sárkányról senki sem tud, csak Hagrid és a három jó barát. Ők meggyőzik Hagridot (aki nagyon ragaszkodik a sárkányhoz), hogy jobb lesz, ha titokban elküldik a sárkányt Ron bátyjának, Charlienak Romániába, ugyanis a sárkánytenyésztés illegális.
A regényben McGalagony professzor Harryt, Hermionet, Nevillet és Malfoyt ítéli büntetőmunkára, amit a Tiltott Rengetegben kell végrehajtaniuk Hagriddal. A filmben Neville helyett Ront büntetik meg.
Az a rész, amikor Harry és Hermione már csak ketten vannak. A filmből kimaradt, hogy az utolsó előtti próbatétel egy trollal való harc lett volna, amit már Mógus professzor korábban elintézett.
A könyv szerint az utolsó próbatétel az, hogy Hermionének és Harrynek üvegcsékben lévő varázsszerek közül kell választania. A sok üveg közül az egyik egy fekete tűzön vezet keresztül, ami Harryt a Bölcsek kövéhez vezeti, a másik pedig ami segít Hermionénak visszajutni Ronhoz. Hermione kis gondolkodás után végül kiválasztja a két üvegcsét. Harry továbbhalad a bölcsek köve felé, ahol találkozik Mógus professzorral és Voldemorttal, Hermione pedig feléleszti és visszaviszi Ront az iskolába.
|  | Itt a vége a cselekmény részletezésének! |

## Magyar kiadások
A magyar kiadások Tóth Tamás Boldizsár fordításában, az Animus Kiadó gondozásában jelentek meg. A könyv 6, a hangoskönyv pedig 2 változatban érhető el.

### Könyvkiadások
| Első megjelenés éve | Kiadás                              | Megjegyzés |
| ------------------- | ----------------------------------- | --- |
| 1999                | első kiadás                         | a borító Elek Lívia és Beleznai Kornél munkája |
| 2000                | második kiadás                      | az amerikai kiadáséval egyező borító |
| 2005                | díszkiadás                          | exkluzív kivitelű díszkiadás, belső illusztrációkkal |
| 2015                | illusztrált kiadás                  | Jim Kay illusztrációival |
| 2016                | puhakötéses kiadás                  | |
| 2019                | 20. évfordulós, keménytáblás kiadás | a könyvben szereplő 4 varázslóház vizuális elemeinek megfelelően különböző borítóval és élfestéssel: - Hugrabugos kiadás - Mardekáros kiadás - Griffendéles kiadás - Hollóhátas kiadás |

### Hangoskönyvek
| Első megjelenés éve | Előadja       | Terjedelem     | Megjegyzés                                                                            |
| ------------------- | ------------- | -------------- | ------------------------------------------------------------------------------------- |
| 2003                | Tóth Barnabás | 11 hangkazetta | a Magyar Vakok és Gyengénlátók Országos Szövetsége (MVGYOSZ) által készített felvétel |
| 2006                | Kern András   | 7 CD           |                                                                                       |